# دانا بودراكا
دانا بودراكا (بالسلوفاكية: Dana Podracká) (من مواليد 9 مارس 1954) هي كاتبة سلوفاكية وواحدة من الشاعرات الرائدات في سلوفاكيا. [1]

## سيرتها الذاتية
وُلدت دانا في بانسكا شتيافنيتسا وتعلمت هناك، وذهبت لدراسة علم النفس في جامعة كومينيوس. عملت دانا بودراكا في المعهد النفسي، وكمحررة في دار نشرالكاتب السلوفاكية Slovenský spisovateľ. بدأت دانا في عام 1991 العمل في المجلة الأسبوعية الأدبية Literárny týždenník، وأصبحت فيما بعد نائبة رئيس التحرير.
نشرت دانا مجموعتها الأولى من الشعرعاشق القمر Mesačná milenka في عام 1981؛ ثم حصلت على جائزة إيفان كراسكو لأفضل عمل جديد. ظهرت قصائدها في الترجمة في العديد من المجلات الأدبية والمختارات الأدبية. حصلت على جائزة ويتولد هوليفزتش Witold Hulewicz في عام 2004.

## أعمالها المختارة
- روبيكون، شعر 1988
- لا تنسى الجنية الجيدة، أدب الأطفال (1991)
- الأساطير للخصوصية، مقال (1994)
- الإثم، شعر (1996)
- لغات التنين. الأساطير للحكايات الخيالية السلوفاكية، مقالة (2002)
- زيلبونكت. أسطورة الإخلاص، مقال (2005)
- هستيريا سيبيريانا، مقال (2009)
- موجة الأجنحة، مختارات من القصائد الشعرية مع الآخرين (2011)